# Баранец, Григорий Григорьевич
Григорий Григорьевич Баранец (укр.  Григорій Григорович Баранець; род. 22 июля 1986, Львов) — украинский футболист, полузащитник.

## Клубная карьера
Карьера футболиста началась в ФК «Карпаты», куда его и брата Бориса отвела их мать. Любовь к футболу привил дедушка, который в свои молодые годы выступал на любительском уровне.
Первый тренер — известный львовский специалист в области детского футбола — Николая Дударенко. Именно этот наставник развил талант и вывел его и брата-близнеца в футбольный мир. В 2003 году он провёл 2 игры на профессиональном уровне за мини-футбольный клуб «Инвар-Старт» (Львов) и отличился одним голом.
Карьера в «Карпатах» развивалась стремительно. В третьей команде он был под началом тренерского триумвирата: Безубьяк, Вильчинский, Леськив. Однако, в составе первой команды «бело-зеленых» ему места не нашлось. После выступал за ивано-франковский «Спартак» — команду, которая боролась за выживание. Также и в стрыйском клубе «Газовик-Скала», позже он очутился в ФК «Княжа». В 2006 году перешёл в ФК «Львов».
Григорий, также как и Борис,  несмотря на свой молодой возраст, считались старожилами ФК «Львов». Ведь в этой команде они играли с первого дня основания клуба, с которым прошли путь от Второй лиги и до Премьер-лиги.
В Премьер-лиге дебютировал 20 июля 2008 года в матче «Львов» — «Шахтёр» (2:0).
Позже играл в премьер-лиге за львовские «Карпаты» и киевскую «Оболонь». После того как ФК «Оболонь» снялась с соревнований получил статус свободного агента и вскоре вместе с братом перешёл во второлиговую тернопольскую «Ниву». В феврале 2014 года, вместе с братом, перешёл в кировоградскую «Звезду». Дебютировал за кировоградцев 29 марта 2014 года в матче против харьковского «Гелиоса». Со временем стал основным игроком и одним из лидеров команды. В составе клуба в 2016 году стал чемпионом Первой лиги, однако по окончании сезона покинул команду.
В сентябре 2020 года стал помощником главного тренера молодёжной команды львовского «Руха» Алексея Година, а в октябре, после отставки Година, возглавил «молодёжку» львовян.

## Карьера в сборной
В 2004 году провёл 4 игры за юношескую сборную Украины.

## Семья
Брат-близнец Григория, Борис Баранец, также футболист.
13 июля 2008 года женился во Львове на девушке Анне.